# Bataille de Matewan
 (août 2024).
Si vous disposez d'ouvrages ou d'articles de référence ou si vous connaissez des sites web de qualité traitant du thème abordé ici, merci de compléter l'article en donnant les références utiles à sa vérifiabilité et en les liant à la section « Notes et références ».
 (mars 2021).
La mise en forme du texte ne suit pas les recommandations de Wikipédia : il faut le « wikifier ».
Les points d'amélioration suivants sont les cas les plus fréquents. Le détail des points à revoir est peut-être précisé sur la page de discussion.
- Les titres sont pré-formatés par le logiciel. Ils ne sont ni en capitales, ni en gras.
- Le texte ne doit pas être écrit en capitales (les noms de famille non plus), ni en gras, ni en italique, ni en « petit »…
- Le gras n'est utilisé que pour surligner le titre de l'article dans l'introduction, une seule fois.
- L'italique est rarement utilisé : mots en langue étrangère, titres d'œuvres, noms de bateaux, etc.
- Les citations ne sont pas en italique mais en corps de texte normal. Elles sont entourées par des guillemets français : « et ».
- Les listes à puces sont à éviter, des paragraphes rédigés étant largement préférés. Les tableaux sont à réserver à la présentation de données structurées (résultats, etc.).
- Les appels de note de bas de page (petits chiffres en exposant, introduits par l'outil «  Source ») sont à placer entre la fin de phrase et le point final[comme ça].
- Les liens internes (vers d'autres articles de Wikipédia) sont à choisir avec parcimonie. Créez des liens vers des articles approfondissant le sujet. Les termes génériques sans rapport avec le sujet sont à éviter, ainsi que les répétitions de liens vers un même terme.
- Les liens externes sont à placer uniquement dans une section « Liens externes », à la fin de l'article. Ces liens sont à choisir avec parcimonie suivant les règles définies. Si un lien sert de source à l'article, son insertion dans le texte est à faire par les notes de bas de page.
- La présentation des références doit suivre les conventions bibliographiques. Il est recommandé d'utiliser les modèles {{Ouvrage}}, {{Chapitre}}, {{Article}}, {{Lien web}} et/ou {{Bibliographie}}. Le mode d'édition visuel peut mettre en forme automatiquement les références.
- Insérer une infobox (cadre d'informations à droite) n'est pas obligatoire pour parachever la mise en page.

Pour une aide détaillée, merci de consulter Aide:Wikification.
Si vous pensez que ces points ont été résolus, vous pouvez retirer ce bandeau et améliorer la mise en forme d'un autre article.
« Guerres du Charbon » 
(ensemble des luttes des mineurs pour leurs droits aux États-Unis au début du XXe siècle)
Batailles
Guerres du charbon :
- Guerre de Coal Creek
- Bituminous Coal Miners' Strike of 1894 (en)
- Massacre de Lattimer
- Illinois coal wars (en)
- Bataille de Virden
- Pana massacre (en)
- Grève du charbon de 1902
- Westmoreland County coal strike of 1910–1911 (en)
- Paint Creek–Cabin Creek strike of 1912 (en)
- Colorado Coalfield War (1913-1914) (en)
- Massacre de Ludlow
- Hartford coal mine riot (en)
- West Virginia coal wars (en)
- Bataille de Matewan
- Bataille de Blair Mountain
- 1920 Alabama coal strike (en)
- Herrin Massacre (en)
- Columbine Mine massacre (en)
- Harlan County War (en)
- Battle of Evarts (en)

La bataille de Matewan (aussi connue sous le nom de massacre de Matewan) est une fusillade qui a éclaté le 19 mai 1920 à Matewan, dans le comté de Mingo, en Virginie-Occidentale, entre des mineurs locaux et des sicaires de l'agence Baldwin-Felts Detective.
Un contingent de l'agence Baldwin-Felts Detective arrive par le train du matin n°29 afin d'expulser des familles qui vivaient à la périphérie de Stone Mountain Coal Camp. Les détectives procèdent à plusieurs expulsions avant d'aller dîner au Urias Hotel, et, une fois terminé, se rendent à la gare afin de prendre le train de cinq heures piles pour rentrer à Bluefield, en Virginie-Occidentale. En chemin, ils sont interceptés par le chef de la police de Matewan, Sid Hatefield, qui annonce qu'il a un mandat d'arrêt émis par le shérif du comté de Mingo. Hatfield, un natif de la Tug River Valley, était un sympathisant des revendications des mineurs de la United Mine Workers of America (UMWA), implantée dans les mines de charbon du Sud de la Virginie-Occidentale. Le détective Albert Felts et son frère Lee Felts produisent alors leur propre mandat d'arrêt envers Sid Hatfield. Après inspection, le Maire de Matewan, Cabell Testerman, déclare qu'il s'agit d'un faux.
À l'insu des détectives, ils sont encerclés par des mineurs armés, qui observent leurs activités par les fenêtres, les brèches et depuis les toits des commerces de Mate Street. Le camp qui a ouvert le feu en premier diverge selon les versions. Le combat qui sera connu sous le nom de massacre de Matewan, ou bataille de Matewan, commence sur le porche du Chambers Hardward Store. La fusillade qui s'ensuit laisse 7 détectives et 3 habitants de la ville, dont les frères Felts et le maire Testerman, morts. La bataille est célébrée par les mineurs et leurs partisans pour le nombre de sicaires de Baldwin-Felts tués. Cette tragédie, avec les événements du massacre de Ludlow qui s'étaient produits dans le Colorado six ans plus tôt, marque un tournant important dans la lutte des mineurs pour leurs droits.

## Contexte

### Conditions de vie des mineurs et luttes syndicales
La United Mine Workers of America venait d'élire John L. Lewis comme président. À cette époque, les mineurs travaillaient de longues heures dans des conditions pénibles et dangereuses, pour de bas salaires. De plus, les salaires étaient versés uniquement avec une Monnaie complémentaire émise par la Stone Mountain Coal Company, le coal scrip, ce qui forçait les mineurs à n'effectuer leurs achats que dans les magasins tenus par la compagnie. Quelques mois avant la bataille de Matewan, la UMWA ailleurs aux États-Unis avait déjà entamé des grèves, et après de nombreux efforts, parvint à décrocher une augmentation de salaire de 27 %. John L. Lewis pensait que les bassins houillers des Appalaches étaient également prêts pour le changement et y planifiait de nouvelles grèves. La UMWA y envoya des organisateurs, dont la célèbre Maman Jones . Environ 3 000 hommes rejoignirent la UMWA au cours du printemps 1920. Ils signèrent leurs cartes d'adhérent à l'intérieur des églises de leurs communautés, en sachant que cela pouvait leur coûter leur emploi, et probablement aussi leur maison. En effet, les compagnies charbonnières contrôlaient beaucoup d'aspects de la vie des mineurs. La Stone Mountain Coal Company réagit par des licenciements massifs, du harcèlement, et des expulsions.

### Matewan
Matewan, fondée en 1895, était une petite ville indépendante avec peu d'édiles. À ce moment, le maire était Cabell Testerman et le chef de la police Sid Hatfield. Les deux refusèrent de servir les objectifs de la compagnie, et se rangèrent du côté des mineurs. Pour compenser, la Stone Mountain Coal Company loua ses propres hommes de mains auprès de l'agence Baldwin-Felts Detectives, surnommés « Baldwin Thugs » par les mineurs (en français « voyous de Baldwin » ou « bandits de Baldwin »). Les administrateurs du charbon les ont embauchés pour expulser les mineurs et leurs familles hors des maisons appartenant à la compagnie. En conséquence, plusieurs centaines de familles passèrent le printemps en vivant sous des tentes.

## Bataille de Matewan
Le 19 mai 1920, 12 sicaires de l'agence Baldwin-Felts Detectives arrivent à Matewan, conduits par Lee Felts, et rencontrent rapidement Albert Felts, qui était déjà sur place. Le shérif et son délégué, Fred Burgraff, pressentirent les problèmes et rencontrèrent les agents de Baldwin-Felts à la gare. Albert et Lee étaient les frères de Thomas Felts, le copropriétaire et directeur de l'agence. Albert, quand il était seul sur place, avait déjà essayé de corrompre le maire Testerman en lui donnant 500$, pour pouvoir placer des batteries mitrailleuses sur les toits de la ville, ce que Testerman avait refusé. Cet après-midi, Albert et Lee, accompagnés de 11 autres hommes sous leurs ordres, se rendirent aux maisons qui étaient la propriété de Stone Mountain Coal Company. La première famille expulsée était constituée d'une femme et de son enfant, car le mari n'était pas rentré chez eux à temps. Ils les forcèrent à quitter leur maison, en les menaçant avec leurs armes, et les jetèrent à la rue, malgré le temps légèrement pluvieux. Les mineurs qui assistèrent étaient furieux, et répandirent la nouvelle dans toute la ville.
Alors que les agents de Baldwin-Felts Detectives se rendaient à la gare pour quitter la ville, le chef de la police de Matewan, Sid Hatfield, vint à leur rencontre, accompagné d'un groupe de mineurs syndiqués. Hatfield annonça son arrestation à Felts, mais ce-dernier montra son propre mandat d'arrêt à l'encontre d'Hatfield. Le mandat était soi-disant émis par Squire R. M. Hatford, un juge de paix du District de Magnolia, dans le comté de Mingo, en Virginie-Occidentale ; il demandait l'arrestation de Sid Hatfield, Fred Burgraff, Bas Ball, Tony Webb, et d'autres personnes ; l'exécution du mandat était confiée à Albert C. Felts. Le fils de Burgraff rapporte que les sicaires avaient amenés avec des mitraillettes, cachées dans leurs attachés-cases. Sid Hatfield, Fred Burgraff et le maire Cabell Testerman rencontrèrent les détectives sur le porche du Chambers Hardward Store. Le maire prouva que le mandat était un faux.
Encore aujourd'hui, on ne sait pas qui d'Hatfield ou d'Albert Felts tira le premier, et qui des deux tua le maire Testerman. En tous cas, Sid Hatfield abattit Albert Felts immédiatement après la mort du maire. Plus tard, Thomas Felt (frère d'Albert Felts et de Lee Felts qui mourut également durant la fusillade), et l'espion de Baldwin-Felts Charles Lively, répandirent une rumeur selon laquelle Sid Hatfield avait abattu Testerman parce qu'il avait des sentiments pour sa femme. La rumeur ne fut jamais confirmée, bien qu'Hatfield épousa la veuve Testerman. Après que le détective et le maire se furent effondrés, mortellement blessés, Hatfield continua à faire feu, mais l'autre Felts s'échappa. Il trouva abri dans le bureau de poste de Matewan, mais Hatfield le débusqua et l'exécuta. Lorsque la fusillade prit fin, les habitants de la ville sortirent, plusieurs d'entre-eux étaient blessés. Il y avait eu des pertes des deux côtés. Sept sicaires de l'agence Baldwin-Felts Detectives avaient été tués, dont les frères Albert et Lee Felts. Un autre détective fut également blessé. Deux mineurs avaient été tués, Bob Mullins, armé et qui avait été renvoyés en se joignant à la UMWA, et Tot Tinsley, un témoin désarmé. Le maire mourut de ses blessures. 4 témoins de la scène furent également blessés.

## Conséquences
Le gouverneur de Virginie-Occidentale, John J. Corwell, donna l'ordre à la police de son État de prendre le contrôle de Matewan. Hatfield et ses hommes coopérèrent et remirent leurs armes à l'intérieur d'une quincaillerie.
Les mineurs, encouragés par ce succès contre l'agence Baldwin-Felts Detectives redoublèrent d'efforts pour s'organiser. La UMWA organisa une grève le 1 juillet, où de nouvelles violences éclatèrent. Des wagonnets furent explosés et plusieurs grévistes ont été battus très violemment et laissés pour mort sur le bord d'une route.
Thomas « Tom » Felts, le dernier des frères Felts encore en vie, choisit de venger ses frères en récoltant en secret des preuves pour inculper Sid Hatfield et ses hommes. Mais les charges du meurtre d'Albert Felts, contre Sid Hatfield et 22 de ses hommes, furent abandonnées le 1er août 1921. Hatfield et son assistant, Ed Chambers, furent alors assassinés à la sortie du tribunal du Comté de McDowel (Virginie-Occidentale), par des sicaires de Baldwin-Felts Detective. Les autres accusés dont les charges n'avaient pas été abandonnées furent acquittés.
Moins d'un mois plus tard, les mineurs de l'État se réunirent à Charleston. Ils étaient encore plus déterminés à s'organiser dans les bassins houillers du sud, et commencèrent à marcher sur le comté de Logan. Plusieurs milliers d'autres mineurs les rejoignirent au long du chemin. Et ce, jusqu'à la bataille de Blair Mountain.
Le district historique de Matewan a été classé au Registre national des lieux historiques le 27 avril 1993.